# Pelourinho de Gouvães do Douro
O Pelourinho de Gouvães do Douro está no largo do mesmo nome, no centro de Gouvães do Douro, na atual freguesia de Provesende, Gouvães do Douro e São Cristóvão do Douro, no município de Sabrosa, distrito de Vila Real.
Tem incrita a data de 1722, que poderá corresponder à construção primitiva do monumento. 
O pelourinho foi destruído em 1874, por um temporal, foi imediatamente reconstruído e conserva-se até hoje.
Está classificado como Imóvel de Interesse Público desde 1933.